# Diodor de Sicília
Diodor de Sicília o Diodor Sícul (en llatí Diodorus Siculus, en grec antic Διόδωρος) va ser un historiador grec nascut a Sicília que va viure al segle i aC contemporani de Juli Cèsar i d'August.
Va néixer a Agurion, on es va familiaritzar amb la llengua llatina per les bones relacions de la seva ciutat amb els romans. Va dedicar la seva vida, de la que no se'n sap res més que el que ell en diu a la seva obra, a escriure una història universal i per això va viatjar per Europa i Àsia. Va viure a Roma durant molt de temps, recollint materials i documents antics sobre geografia i història.
Diodor afirma que va dedicar trenta anys a preparar-se per escriure la seva obra màxima. Com que reunia molt de material per descriure cada fet i cada cosa que explicava, va anomenar al seu llibre Bibliotheca (Βιβλιοθήκη), a la que Eusebi es refereix com a Bibliotheca historica (Βιβλιοθήκη ἱστορική). Com que a l'obra apareix la mort de Cèsar i diu que va ser a Egipte l'any 20 aC, se suposa que va escriure el llibre després de l'any 8 aC quan es va canviar el calendari.
L'obra es compon de 40 llibres i van des de la més remota antiguitat fins a les guerres de la Gàl·lia. El mateix Diodor diu que estava dividida en tres seccions: la primera (6 llibres) parlava dels temps mítics anteriors a la guerra de Troia; la segona (11 llibres) va des de la guerra de Troia fins a la mort d'Alexandre el Gran; i la tercera (23 llibres), des de la mort d'Alexandre fins a les guerres de la Gàl·lia. Desgraciadament l'obra no s'ha conservat sencera: els llibres 6, 7, 8, 9 i 10, i els posteriors al 20 s'han perdut excepte alguns fragments dels llibres 31, 32, 33, 36, 37, 38 i 40 conservats per Foci i uns resums i comentaris que Constantí VII Porfirogènit va manar que es fessin. El seu llibre, organitzat per anys com uns annals, es limita a recollir informacions, mites i relats, sense cap esperit crític (així, es dona el cas que un apartat pot contradir el següent). Sovint esmenta les seves fonts, la majoria de les quals s'han perdut i fan que augmenti el valor de l'obra.

## Bibliografia

Bibliotheca historica, 1746